# 용검풍
"용검풍"은 한국에서 제작된 김시현 감독의 1971년 영화이다. 강명 등이 주연으로 출연하였고 박원석 등이 제작에 참여하였다.

## 출연

### 주연
- 강명
- 독고성